# 하마 다쿠미
하마 다쿠미(일본어: 濱 託巳, 1996년 9월 11일~)는 일본의 축구 선수이다.

## 구단 경력
그는 2019년 J3리그의 아술 클라로 누마즈에 입단했다. 2024년까지 152경기에 출전하여, 9득점을 넣었다. 2025년 J2리그의 카탈레 도야마로 이적했다.